# Giancarlo Narciso
Giancarlo Narciso, noto anche con lo pseudonimo di Jack Morisco (Milano, 9 settembre 1947), è uno scrittore italiano.

## Biografia
Appassionato dell'Oriente ha compiuto più volte il giro del mondo, stabilendosi di volta in volta a Tokyo, Kuwait City, San Francisco, Città del Messico e Singapore, svolgendo i lavori più disparati. Attualmente si divide fra Riva del Garda e l'isola di Lombok, in Indonesia.
Nella prima metà degli anni '90 crea il personaggio di Rodolfo Capitani, avventuriero e vagabondo, per una serie di romanzi pubblicati da diversi editori.
Nel 1998 vince il Premio Tedeschi con il romanzo Singapore Sling e nel 2006 il Premio Scerbanenco con il romanzo Incontro a Daunanda. Nel 2011 il suo romanzo Otherside si classifica terzo al Premio Azzeccagarbugli.
Nel 1999, insieme ad Alfredo Colitto, cura Un oceano di mezzo, un'antologia di racconti di autori italiani e messicani pubblicato in Italia da Stampa Alternativa e in Messico da Lectorum.
Nel 2002, su proposta di Sandrone Dazieri, all'epoca direttore della collana Segretissimo (Arnoldo Mondadori Editore), inizia la serie di romanzi di spionaggio sulla spia Banshee, pubblicati con lo pseudonimo di Jack Morisco.
Nel 2011 fonda Borderfiction, il marchio sotto il quale, insieme a Andrea G. Pinketts e Andrea Carlo Cappi, fino al 2017 organizza gli eventi del mercoledì sera all'Hotel Admiral di Milano, e che oggi raggruppa il blog Borderfiction Zone, l'agenzia di promozione editoriale e organizzazione eventi 1A Comunicazione, lo studio di produzione video Eclissi, e Borderfiction Edizioni, una casa editrice impegnata nella missione di dare una nuova vita a titoli di narrativa thriller non più in circolazione, senza tralasciare testi inediti di particolare valore.

## Opere

### Come Giancarlo Narciso

#### Romanzi
- 1994 - I guardiani di Wirikuta, Granata Press, ISBN 88-7248-065-5
- 1995 - Le zanzare di Zanzibar, Granata Press, ISBN 88-7248-126-0
- 1998 - Singapore Sling, Il Giallo Mondadori (n. 2602), Mondadori
- 2002 - Sankhara. Un'indagine di Butch Moroni P.I., Fazi Editore ISBN 88-8112-345-2
- 2002 - Singapore Sling, Fazi Editore (Ristampa) ISBN 88-8112-372-X
- 2004 - Le zanzare di Zanzibar, Fazi Editore (Ristampa) ISBN 88-8112-507-2
- 2006 - Incontro a Daunanda, Dario Flaccovio Editore ISBN 88-7758-682-6
- 2008 - Un'ombra anche tu come me, Perdisa Pop ISBN 978-88-8372-461-9
- 2010 - Solo Fango, Edizioni Ambiente, Verde Nero ISBN 978-88-96238-44-8
- 2011- Otherside, Perdisa Pop, ISBN 978-88-8372-523-4
- 2020 - Chi lotta coi mostri, composto dalle novelle, Berlin Express, Dili Overnight, Mekong Delta e Linea di Confine,  Borderfiction Edizioni. ISBN 979-86-4398-717-8
- 2022 - I guardiani di Wirikuta, nuova versione, Oltre Edizioni, ISBN        9791280075314

#### Racconti
- 2000- Feng Shui - raccolto in Un oceano di mezzo, Stampa Alternativa. ISBN 88-7226-486-3
- 2003- Chandra - raccolto in Killers & Co, Sonzogno. ISBN 88-454-2401-4
- 2005- Spaghetti Mamba - raccolto in Pasta Killer. Il sapore giallo-noir della pasta, Morganti Editori. ISBN 88-87549-78-8
- 2005 - Galleria dei Titani - raccolto in Fez, Struzzi e Manganelli, Sonzogno. ISBN 978-88-454-1232-5
- 2007 - Salto nel buio - raccolto in Il ritorno del Duca, Garzanti. ISBN 978-88-11-68338-4
- 2008 - Giustizia sommaria - raccolto in History & Mystery. 24 storie di delitto e paura, Piemme. ISBN 978-88-384-8722-4
- 2008 - Patto di sangue - raccolto in Anime nere reloaded, Oscar, Mondadori. ISBN 978-88-04-57844-4
- 2008 - Notte di sabba - raccolto in Lama e trama 5, Zona Editrice. ISBN 978-88-95514-39-0
- 2010 - Non tiri un sasso - raccolto in Seven, peccati d'autore. 21 storie di peccato e paura, Piemme. ISBN 978-88-566-1154-0
- 2013 - Un nome su una lista - raccolto in Un giorno a Milano, Novecento Media. ISBN 978-88-95411-53-8

#### Saggistica
- Astaga - guida turistica dell'Indonesia.

#### Edizioni estere
- 2001 - Un Océano de Por Medio - Lectorum, Città del Messico (in spagnolo) A cura di Alfredo Colitto e Giancarlo Narciso
- 2004 - Der Traum Des Einsamen Mörders (Sankhara. Un'indagine di Butch Moroni P.I.), Goldmann Wilhelm GmbH, Germania (in tedesco). ISBN 978-3-442-45680-2
- 2005 - Die Schöne Hand Des Todes (Singapore Sling), Goldmann Wilhelm GmbH, Germania (in tedesco). ISBN 978-3-442-45679-6
- 2006 - Das Gesicht der Fremden (Incontro A Daunanda), Goldmann Wilhelm GmbH, Germania (in tedesco). ISBN 978-3-442-46117-2
- 2012 - Play With Fire (s/t) - raccolto in Phnom Penh Noir, Heaven Lake Press, Thailandia (in inglese). ISBN 978-616-7503-15-8

### ComeJack Morisco

#### Serie diBansheecome Romanzi su Segretissimo
- 2003- Banshee: Furia a Lombok (n. 1478), Mondadori
- 2005 - Banshee: Le Tigri e il Leone (n. 1501), Mondadori
- 2006 - Banshee: L'arma birmana (n. 1516), Mondadori
- 2009 - Banshee: Manila Sunrise (n. 1557), Mondadori
- 2013 - Banshee: Dossier 636 (n. 1600), Mondadori
- 2014 - Banshee: Alba Rossa a West Papua (n. 1610), Mondadori

#### Serie diBansheecome racconti su Supersegretissimo e Segretissimo Special
- 2007 - Banshee & Il Professionista: Dili, notte karaoke dell'Hotel Turismo - raccolto in Professional Gun, Segretissimo Special (n.28), Mondadori
- 2008 - Banshee: Dili Overnight - raccolto in Legion, Supersegretissimo (n. 36), Mondadori
- 2015 - Banshee: Mekong Delta. Sonata per archi e mitraglietta - raccolto in Noi Siamo Legione, Segretissimo Special (n. 40), Mondadori

#### Spin-off diBansheecome romanzi su Segretissimo
- 2015 - Otherside, Segretissimo (n.1620), Mondadori (Ristampa)

#### Antologie
- 1999 - Un oceano di mezzo, AAVV, con Alfredo Colitto, Stampa Alternativa
- 2022 - Come d'Arco scocca, Il castello di Arco attraverso i secoli in 13 racconti, AAVV, Borderfiction Edizioni ISBN  979-1280916273

Lavori teatrali
- 1997 - Eclissi, Monologo teatrale rappresentato per la prima volta al teatro Zandonai di Rovereto nella interpretazione di Giancarlo Ratti.